# Ferdinand von Dincklage
Ferdinand August Wilhelm Hermann Freiherr von Dincklage (* 12. April 1839 in Vörden; † 4. Januar 1906 in Leipzig) war ein deutscher Reichsgerichtsrat.

## Leben
Der Sohn eines Forstmeisters aus Lingen studierte u. a. an den Universitäten Göttingen und Heidelberg Rechtswissenschaften. Er war evangelisch. 1861 wurde er vereidigt. 
Im Jahr 1866 bekam er den Titel Amtsgerichts-Assessor. Ein Jahr darauf wurde er Amtsrichter und nach weiteren zehn Jahren 1877 zum Oberamtsrichter befördert. Zwei Jahre darauf erfolgte 1879 die Ernennung zum Amtsgerichtsrat. Nach weiteren zwei Jahren wurde er 1881 Landrichter und 1886 Landgerichtsdirektor. 1894 kam v. Dincklage an das Reichsgericht, war dort im III. Strafsenat tätig und verstarb im Amt.

## Familie
Er stammt aus dem westfälischen Uradelsgeschlecht Dincklage mit gleichnamigem Stammhaus im Amt Vechta. Er hatte neun erwachsene Kinder. Agnes von Dincklage (1882–1962), Leiterin der Landfrauenschule Obernkirche des Reifensteiner Verbandes 1918–1949, war eine seiner Töchter.